# Sarah Roemer
Sarah Christine Roemer (San Diego, Califòrnia, 28 d'agost de 1984) és una actriu estatunidenca.

## Carrera
Descoberta en els seus anys d'institut mentre comprava cafè a un 7-Eleven local, Roemer va treballar com a model durant uns anys però no va debutar al cinema fins al 2006, amb un paper menor al film independent Wristcutters: A Love Story, i ja més destacadament a la pel·lícula The Grudge 2. Va ser però l'any següent on va passar a tenir un paper protagonista al costat de Shia LaBeouf al film Disturbia.
D'aleshores ençà, ha tingut papers protagonistes i secundaris en diverses pel·lícules. En 2010 i 2011 va comptar igualment amb un paper principal a la sèrie de televisió The Event.

## Filmografia

### Cinema
| Any  | Pel·lícula                    | Paper            | Notes                |
| ---- | ----------------------------- | ---------------- | -------------------- |
| 2006 | Wristcutters: A Love Story    | Rachel           | Debut cinematogràfic |
| 2006 | The Grudge 2                  | Lacey            |                      |
| 2007 | Disturbia                     | Ashley Carlson   |                      |
| 2007 | Cutlass                       | Eve              |                      |
| 2008 | Asylum                        | Madison          |                      |
| 2009 | Fired Up                      | Carly Davidson   |                      |
| 2009 | Sempre al teu costat, Hachiko | Andy Wilson      |                      |
| 2009 | Falling Up                    | Scarlett Dowling |                      |
| 2010 | Locked In                     | Emma             |                      |
| 2010 | Waking Madison                | Madison Walker   |                      |
| 2010 | The Con Artist                | Kristen          |                      |

### Televisió
| Any         | Programa   | Descripció  | Paper          |
| ----------- | ---------- | ----------- | -------------- |
| 2010 - 2011 | The Event  | Sèrie       | Leila Buchanan |
| 2011        | Hawaii 5.0 | Sèrie       | Marissa Garcia |
| 2012        | Daybreak   | Sèrie       | Sarah          |
| 2013-2014   | Chosen     | Avery Sharp |                |